# NGC 2296
NGC 2296 é uma nebulosa na direção da constelação de Canis Major. O objeto foi descoberto pelo astrônomo Lewis Swift em 1887, usando um telescópio refrator com abertura de 16 polegadas. 